# Pythagoreismus

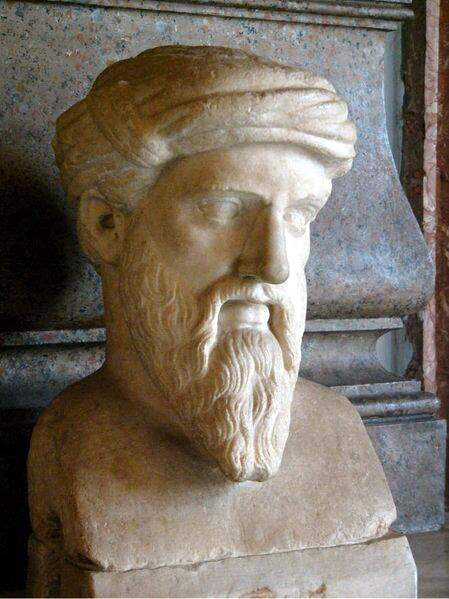
Pythagoras

Pythagoreismus (též pýthagoreismus) je filosofická esoterní škola a významná tradice západního myšlení, kterou založil kolem roku 530 př. n. l. předsókratovský filosof Pythagoras. Vychází z esoterických úvah o významu čísel. Pythagorovi stoupenci a následovníci (Pythagorejci, Pythagorovci, psáno i s -ý-) ovšem původní témata bohatě rozvíjeli, zejména v pozdní antice a v renesanci (novopythagorejství) a protože i své vlastní výsledky rádi připisovali svému mistrovi, překryla pythagorejská tradice Pythagora samého. Z jeho spisů se nezachovalo téměř nic, a co se mu připisuje, je většinou pozdějšího, novoplatónského původu. Škola zanikla ve 4. století př. n. l., v 1. století n. l. na ni navazují eklektičtí novopythagorejci.

## Pythagorovo společenství
Kolem roku 530 př. n. l. založil Pythagoras v Krotónu, dnešním Crotone v Kalábrii "školu", tj. společenství, kde žil se svými žáky podle přesných a dosti asketických pravidel. Kladl velký důraz na čistotu a řád, na uctívání nebeských i podsvětních bohů, na harmonii a přátelství mezi lidmi. Jeho společenství se sice podílelo na veřejném životě obce, nicméně bylo patrně dosti uzavřené: žáci byli vázáni vzájemnou solidaritou a snad i jistým tajemstvím, jak to ostatně mezi učitelem a žáky bylo v antice obvyklé (viz např. Hippokratova přísaha).
Zdá se, že už přímí Pythagorovi žáci se začali dělit do dvou směrů, "naslouchajících" (akúontes) a "učících se" (mathontés) podle toho, zda se více věnovali náboženské a metafysické, anebo naopak matematické stránce Pythagorova učení. Obojí byli zřejmě přesvědčeni, že zachovávají původní mistrovo učení a vykládali je tedy po svém; proto jsou i zprávy o Pythagorově učení a životě často rozporné. Tradice svědčí o tom, že se jejich mistr těšil velké autoritě a vypráví o něm řadu zázračných, legendárních příběhů. Tak když se prý jednou mistrovi odhalilo stehno, žáci viděli, že je zlaté a ztotožňovali jej pak s Apollónem. Tradice také zmiňuje i neobvyklé životní předpisy: Pythagoras prý nejedl maso ani boby, kladl důraz na rituální čistotu a podobně.

## Učení
Jako jiní předsokratici chtěl i Pythagoras vysvětlit záhadu světa, původ a kořen všeho však nehledal ve smyslové skutečnosti živlů, nýbrž ve skutečnosti ideální a rozumově pochopitelné. Základem bylo Jedno, „mužský princip“ omezení a řádu, k němuž však přistupuje ještě „nevymezená dvojice“ jako princip „ženský“ a „sudý“. Diogenés Laertský to charakterizuje takto:
Počátkem všeho je jednotka, z ní pak vznikla nevymezená dvojice, která je jako látka podřazena jednotce jako příčině. Z jednotky a nevymezené dvojice vznikají čísla, z čísel pak body, z bodů čáry a z čar zase plošné útvary, z plošných útvarů prostorové tvary, z nich pak vnímatelná tělesa, jimž jsou i čtyři prvky: oheň, voda, země a vzduch. Ty se mezi sebou přeměňují a zcela přecházejí jedno v druhé navzájem. Z těch také vzniká oduševnělý svět, nadaný myslí. Má podobu koule obklopující Zemi uprostřed. Ta má rovněž kulový tvar a je na povrchu obydlená. Jsou tedy i protinožci, pro které je „nahoře" tam, kde je pro nás „dole".
Duši člověka rozděluje [Pythagoras] na tři části, totiž na mysl (nús), rozvahu (frenes) a touhu (thymos). Mysl a touha je i v ostatních živočiších, rozvaha však pouze v člověku. Vláda duše sahá od srdce až po mozek. Ta její část, která začíná v srdci, je touha; rozvaha a mysl jsou její části (začínající) v mozku, jejichž kapkami pak jsou smysly. Část obdařená rozvahou (fronimon) je nesmrtelná, ostatní jsou smrtelné.
Cílem Pythagorova učení bylo poznat základy světa a na nich založit pravidla pro dobrý lidský život a pro „blaženost“, jež je jeho smyslem. Pythagorejství je pak vedeno jednak snahou odhalit a pochopit ty nejobecnější souvislosti pevně daného řádu světa, jednak podřídit jim život člověka a obce, a to až do nejmenších maličkostí. Zkoumání čísel mělo tedy zároveň i význam etický. Obě stránky byly patrně hlavním zdrojem inspirace pro Platóna, zejména jeho „nepsané nauky“, o níž se na různých místech zmiňuje.

## Antický pythagoreismus
Pythagoras a jeho škola se brzy dostala do politických konfliktů, takže mistr sám Krotón opustil a o půl století později byli jeho pokračovatelé předmětem krvavého pronásledování. Nicméně už Platón a Aristotelés jmenují řadu „pythagorejců“ a kriticky se vyrovnávají s jejich učením. Aristotelés jim vytýká, že domnělé číselné souvislosti jsou ve skutečnosti nahodilé a nepodstatné: „Proč by však (čísla) měla být příčinami? Tak je sice sedm samohlásek, sedm strun harmonie, sedm Plejád, v sedmi letech se vyměňují zuby - u některých dětí, u jiných ne – a sedm hrdinů táhlo proti Thébám.“ Jenže sedm je pokaždé z jiných důvodů: v Thébách bylo tolik bran a Plejády tak počítáme jen my. Pythagorejci se tak „podobají starým vykladačům Homéra, kteří malé podobnosti vidí, zato velké přehlížejí.“
Z pythagorejské školy vyšla řada významných objevů v geometrii i v matematice a pythagorejci vytvořili také velmi rozmanité kosmologické teorie. Pro filosofii byl významný princip protikladů, představa, že skutečnost vzniká sporem.
Jiní z pýthagorejců však říkají, že principů je deset. Vyslovují je v tomto pořadí:
- mez a bezmezné,
- sudé a liché,
- jedno a množství,
- pravé a levé,
- mužské a ženské,
- klidné a pohybované,
- rovné a křivé,
- světlo a tma,
- dobré a zlé.[6]

Mezi těmi, jež Pythagoras ovlivnil, vynikli – vedle Platóna - zejména Parmenidés, Empedoklés a Démokritos, dále jeho žáci vojevůdce a šestinásobný olympijský vítěz Milón, slavný lékař Démokedés, Hippasos z Metapontu, autor řady velmi důmyslných geometrických konstrukcí, patrně objevitel nesouměřitelnosti čísel (moderně řečeno iracionálních čísel) a hudební teoretik a později Archytas z Tarentu, státník a hudební teoretik, autor prvního soustavného pojednání o hudební teorii.

## Další historie
Nové oživení zájmu přinesl novoplatónismus císařské doby, kdy se stará svědectví shromažďovala a dál rozvíjela v odvážných spekulacích. Roku 1917 vykopané zbytky basiliky z doby císaře Claudia (41–54) v Římě mnozí pokládají za chrám novopythagorejců. Mezi významnější autory patří řečník Cicero, básník Ovidius, mág a mudrc Apollónios z Tyany a ve 3. století novoplatonici Porfyrios a jeho žák Iamblichos, kteří zachovali největší množství více či méně spolehlivých zpráv. Jejich prostřednictvím se s pythagorejskými myšlenkami seznamovali i křesťanští autoři, kteří si pythagorejské vzdělanosti a mravního asketismu vážili (Ambrož, Boëthius).
Velkou vlnu nového pythagoreismu přinesl italský humanismus 15. a 16. století (Marsilius Ficinus, Johannes Reuchlin). Jeden z jeho zakladatelů, Pico della Mirandola (1463–1494), se prý sám za pythagorejce pokládal. Pythagorejské názory pak silně ovlivnily astronomy Mikuláše Koperníka a Johanna Keplera i filosofa a teologa Giordana Bruna. Myšlenku sporu protikladů obnovil Hegel a v jiné podobě Karl Marx, myšlenku „věčného návratu téhož“ Friedrich Nietzsche.